# Religioni in Qatar
La religione più diffusa in Qatar è l'islam. Secondo una statistica ufficiale del 2019, i musulmani rappresentano il 67,7% della popolazione; il 13,8% della popolazione segue il cristianesimo, il 13,8% segue l'induismo, il 3,1% segue il buddhismo, lo 0,6% segue altre religioni e lo 0,9% non segue alcuna religione. I dati della statistica riguardano la popolazione totale, composta sia dai cittadini dello stato che dai numerosi stranieri residenti. Una stima del 2020 dell'Association of Religion Data Archives (ARDA) dà i musulmani al 78,6% circa della popolazione; il 13,9% circa della popolazione segue il cristianesimo, il 3,3% segue l'induismo, l'1,9% segue il buddhismo, lo 0,1% della popolazione segue altre religioni e il 2,2% circa della popolazione non segue alcuna religione.
La costituzione del Qatar stabilisce che l'islam è la religione di stato e la sharia è una fonte principale per la legislazione. L'emiro, che esercita il pieno potere esecutivo, deve essere musulmano. La costituzione garantisce a tutti la libertà di praticare i riti religiosi nel rispetto della legge e delle esigenze di mantenimento dell'ordine pubblico e della morale. La conversione dall'islam ad un'altra religione è illegale. Per avere una presenza ufficiale nel Paese, i gruppi religiosi non musulmani devono registrarsi. Il proselitismo da parte di una religione diversa dall'islam è vietato; le religioni non musulmane non possono esporre in pubblico simboli religiosi. Le uniche religioni autorizzate ad avere propri luoghi di culto sono l'islam e il cristianesimo. Nelle scuole statali, l'istruzione religiosa islamica è obbligatoria per tutti gli studenti, musulmani e non musulmani. Le scuole private devono prevedere l'istruzione islamica facoltativa e non possono fornire un’istruzione religiosa non islamica. I non musulmani possono fornire ai loro figli l'istruzione religiosa non islamica a casa; le religioni non musulmane possono fornire la loro istruzione religiosa in occasione dei propri servizi religiosi.

## Religioni presenti

### Islam
In Qatar la maggioranza dei musulmani sono sunniti; gli sciiti sono una minoranza (circa il 13%). È presente anche un piccolo gruppo di musulmani non denominazionali.

### Altre religioni
Le altre religioni maggiormente seguite nel Qatar sono l'induismo e il buddhismo; tali religioni sono praticate da stranieri provenienti dall'Asia che risiedono nel Paese. In Qatar sono presenti inoltre piccoli gruppi di seguaci del bahaismo e dell'ebraismo.